# Одна голова хорошо, а четыре лучше
«Одна голова хорошо, а четыре лучше» (фр. Un homme de têtes) — немой короткометражный фантастический фильм Жоржа Мельеса. Это самый первый фильм, в котором было смешение двух фильмов. Премьера состоялась во Франции в 1898 году.

## В ролях
- Жорж Мельес — фокусник

## Сюжет
Фокусник снимает с себя три головы и играет на банджо. Затем этим банджо он ударяет все три головы и добавляет себе ещё одну.